# Heliogomphus lieftincki
Heliogomphus lieftincki är en trollsländeart som beskrevs av Fraser 1942. Heliogomphus lieftincki ingår i släktet Heliogomphus och familjen flodtrollsländor. Inga underarter finns listade i Catalogue of Life.